# Fagernäs gård
Fagernäs gård (finska: Paloniemen kartano) var en herrgård i Fagernäs i Lojo i det finländska landskapet Nyland. Herrgården är känd redan från 1500-talet. År 1900 uppfördes en ny huvudbyggnad enligt arkitekt Eliel Saarinens ritningar delvis av trä och delvis av sten. Det fanns 11 rum i nedervåningen och 16 rum i övervåningen. Gårdens huvudbyggnad totalförstördes i en eldsvåda den 6 januari 1950. Efter branden byggdes ett sjukhus på platsen.
På gårdens område fanns även ett sjukhus specialiserat på psykiatrisk vård som tillhörde Helsingfors och Nylands sjukvårdsdistrikt, tills HUS lade ner sjukhuset under år 2018.

## Historia
Fagernäs herrgård låg på näset mellan sjöarna Hormajärvi och Lojo sjö. Fagernäs var ursprungligen ett rusthåll, som under 1600-talet ombildades till en herrgård. På 1620-talet anslöts en annan gård från byn Fagernäs till egendomen. Omkring år 1760 införlivades arvegården Terva, som hade varit en landbogård under herrgården sedan 1707. År 1900 lades även den enskilda arvegården Humppila till egendomen. År 1939 uppgick den totala arealen av herrgårdens marker till 400 hektar. Efter andra världskriget delades huvuddelen av marken ut till evakuerade från Karelen enligt lagen om markanskaffning.
År 2025 behandlades försäljningen av Fagernäs i Lojo stadsstyrelse. Den tekniska nämnden föreslog att fastigheten skulle säljas för 10 500 euro. Stadsstyrelsen beslutade dock enhälligt att inte sälja fastigheten på grund av osäkerhet kring den tekniska nämndens ursprungliga förslag. Förslaget innehöll inga uppgifter om köparen, planerna eller ens vilken del av markområdet som var till salu.

## Byggnader
Den senaste huvudbyggnaden på Fagernäs herrgård uppfördes 1898–1900, delvis i sten och delvis i trä. Byggherre var den rysk-nederländske fabrikören och konsuln Hendrik van Gilse van der Pals. Byggnaden ritades av professor Eliel Saarinen och var utformad i nationalromantisk stil. Huvudbyggnaden var delvist i två våningar och delvist i tre våningar. Nedervåningen hade 11 rum och övervåningen 16 rum. Även delar av interiören designades av Saarinen. Salongens rikt utsmyckade möblemang var klätt i rött läder, och väggarna pryddes av stora målningar. Möblerna tillverkades av Iris-fabriken i Borgå.
Fagernäs herrgårds huvudbyggnad förstördes i en brand den 6 januari 1950. Ingen ny huvudbyggnad uppfördes, utan Lojo kommun byggde istället ett ålderdomshem på platsen. Redan år 1930 hade kommunen köpt byggnaden för att använda den som kommunalhem. Herrgården omgavs av en park på en hektar.
De flesta av herrgårdens ekonomibyggnader uppfördes också vid sekelskiftet 1800–1900. Bland dessa byggnader finns bland annat en tegelmagasin, en kvarn och en stenladugård. På väggen till stenladugården står byggåret 1901 och konsul van Gilse van der Pals initialer. Bland de byggnader på herrgårdsområdet som fortfarande står kvar och är ritade av Eliel Saarinen finns ett båthus vid stranden av Lohjanjärvi, en skogvaktarstuga och ett lusthus. På egendomen har det tidigare även funnits ett mejeri.

## Fagernäs lusthus

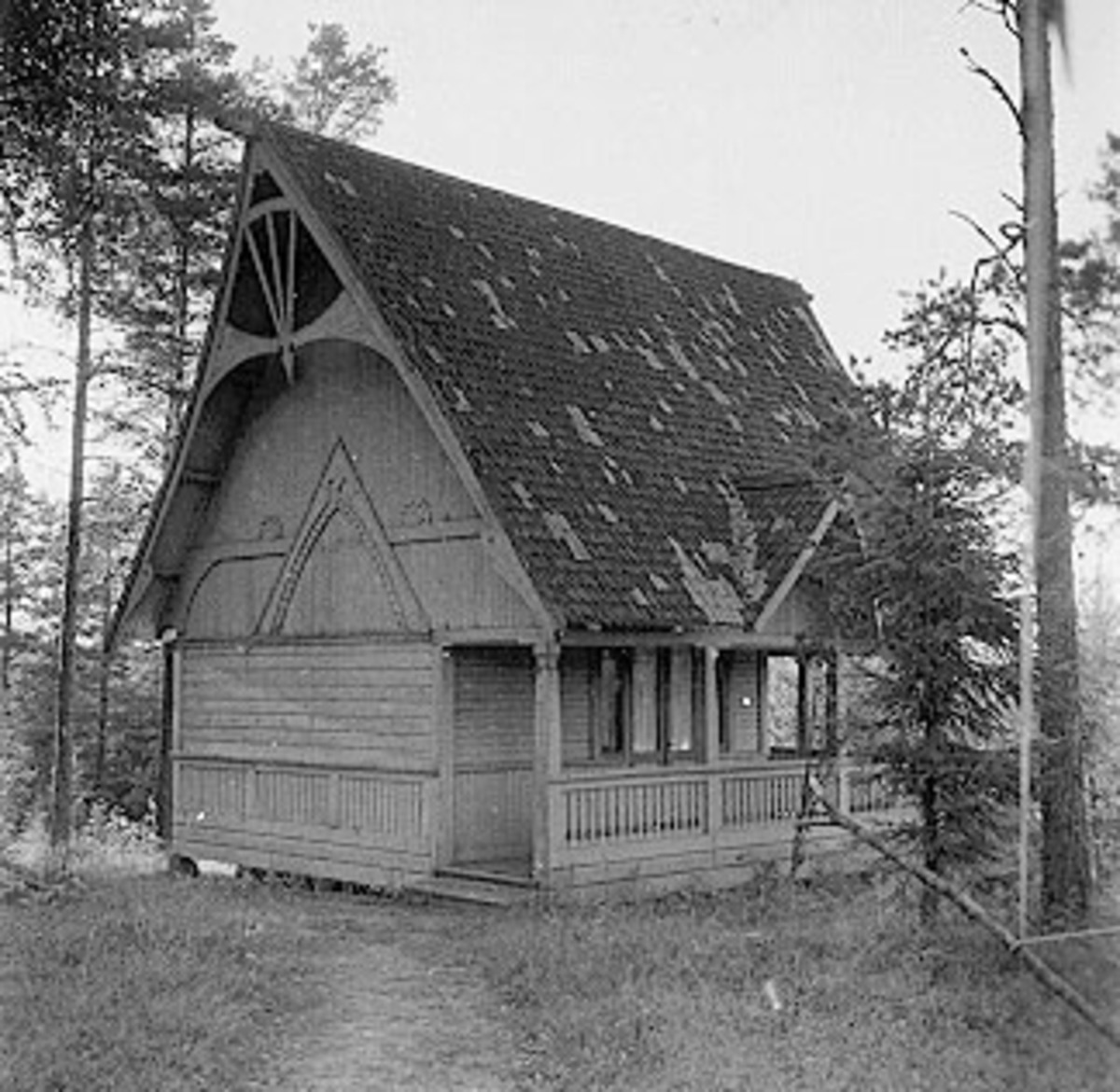
Fagernäs lusthus omkring 1936.

Fagernäs lusthus designades av Eliel Saarinen vid sekelskiftet 1800–1900. Byggnaden är det äldsta bevarade lusthuset i Finland som ritats av Saarinen.  Lusthuset har en stomme av timmer och regelverk samt en grund av naturstensblock. Taket är ett brant sadeltak.
Från början fungerade Fagernäs lusthus som en kompositionsstuga för Leopold van der Pals. Det kulturhistoriskt värdefulla lusthuset har länge varit i behov av renovering. År 2023 beslutade Lojo stadsfullmäktige att restaurera och flytta lusthuset till området vid Lojo museum som en del av stadens 700-årsjubileum. Beslutet blev ett officiellt "Lojo700-jubileumsbeslut". I maj 2024 beviljade stadsfullmäktige totalt 180 000 euro i investeringsmedel för flytten.

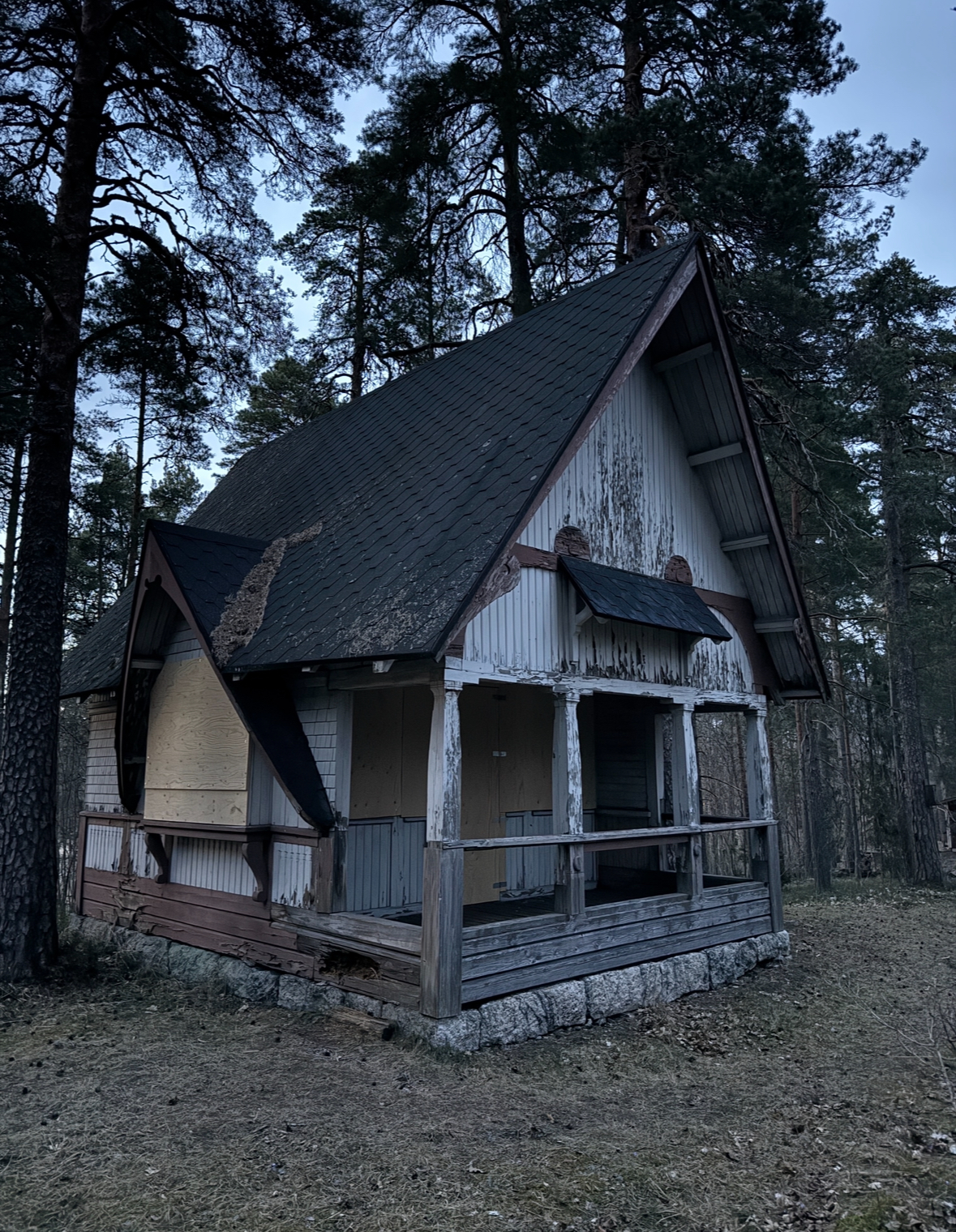
Fagernäs lusthus i april 2025.

För år 2025 reserverades totalt 160 000 euro för renovering och flytt av lusthuset. Stadens jubileumsprojekt har dock försenats av olika skäl. I januari 2025 framkom det att Lojo stad inte hade genomfört den lagstadgade fågel- och fladdermusutredningen. Dessutom kräver det närliggande Natura 2000-området en naturvärdesbedömning. Enligt stadens planer skulle byggnaden först demonteras i delar och sedan återuppföras vid Lojo museum. På grund av lusthusets skyddsstatus behöver staden ett specialtillstånd för att riva byggnaden. Dessutom krävs bygglov för uppförandet på Lojo museums tomt. Projektet har fått stor uppmärksamhet, och lusthuset utsattes för skadegörelse i början av 2025.
I mars 2025 blev det tydligt att staden inte hade budgeterat tillräckliga medel för att genomföra Lojo700-jubileumsbeslutet, det vill säga flytten av Fagernäs lusthus. Den lägsta anbudssumman för renovering och flytt, exklusive skatt, var 196 000 euro. Ursprungligen beräknades kostnaden till 215 000 euro, men stadsfullmäktige avsatte endast 180 000 euro för ändamålet. Av denna summa hade 20 000 euro redan använts under 2024. Enligt beräkningar från Lojos tekniska avdelning uppgår de totala kostnaderna för projektet – inklusive planering, övervakning, byggnation och tilläggsarbeten – till cirka 320 000 euro.
I mars 2025 beslutade den tekniska nämnden oväntat att inte välja en entreprenör för renoveringen och flytten av Fagernäs lusthus. I stället överfördes beslutet till stadsstyrelsen, som sedan skickar det vidare till fullmäktige. Därmed skjuts projektet upp ytterligare och kan som tidigast genomföras i slutet av 2025.